# رامي شعبان

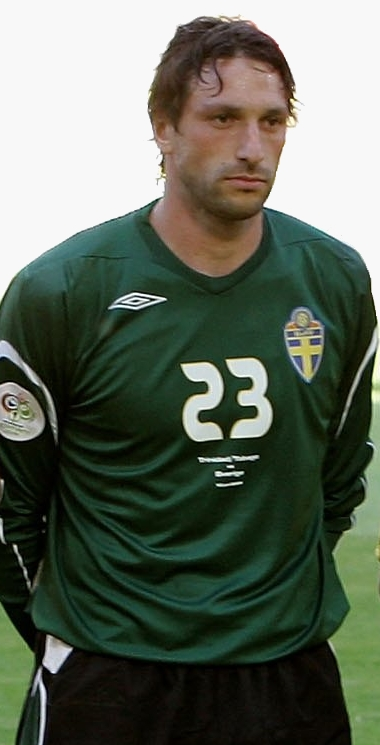
رامي شعبان

رامى شعبان (-6-1975 -)، ولد في السويد من أب مصري وأم فنلندية، لاعب كرة قدم يلعب في مركز حراسة المرمى.

## عن اللاعب
ولد رامى شعبان في مقاطعة فيسكساترا في السويد بالعاصمة السويدية ستوكهولم في ال 30 من يونيو لعام 1975...وبدأ ممارسة الكرة في النادي المحلبFisksätra IF..وكان أول ظهور له مع الفريق عندما بلغ التاسعة عشر وذلك عندما شارك مع فريقه عام 1994..ثم عاد رامي إلى القاهرة من أجل دراسته الجامعية وفي هذه الأثناء لعب لنادي الزمالك في عام 1995 وشارك في 5 مباريات.. ونظرا لعدم الاقتناع بمستواه انتقل اللاعب ولعب لنادي اتحاد عثمان (نادي مزارع دينا حالياً) وشارك في حوالي 5 مباريات في الفترة من عام (95..96)..
ثم عاد إلى السويد وشارك مع نادي ناكا في الدرجة الثالثة قبل أن يلعب ديرجارديز الذي أحرز معه بطولة الدرجة الثانية ثم الوصيف في الدرجة الأولى في الموسم الذي يليه عام 2002، وفي أغسطس من عام 2002..انتقل رامي شعبان إلى نادي Arsenal الإنجليزي في ظل بحث النادي عن حارس بديل للدولي الإنجليزي الشهير ديفيد سيمان والذي أعلن اعتزاله عقب مونديال 2002...
وشارك رامي في بعض مباريات الدوري الإنجليزي وكذلك مباريات الشامبيونز لييج ضد أيندهوفين والتي انتهت بالتعادل السلبي وأظهر مستوى جيد ومنها مباراته أمام روما في الاستاد الأوليمبي بروما..
ولكن كانت مشاركاته مع المدفعجية محدودة نظرا لكثرة إصاباته.. فبعد أن شارك بصفة أساسية في عدة مباريات مع الأرسنال أصيب بكسر في القدم في إحدى تدريبات الفريق عشية الكريسماس وهو ما أبعده فترة طويلة عن الملاعب امتدت لعدة شهور.., ورغم ذلك تمسك مسؤولو أرسنال به حتى تم علاجه.. إلى أن عاد من الإصابة فقام الأرسنال في يناير من عام 2004 بإعارته لمدة شهر واحد إلى نادي West Ham United الإنجليزي ولم يشارك معهم في أي مباراة.
وفي فبراير 2004..انضم رامي إلى نادي Brighton & Hove Albion الذي يلعب في دوري الدرجة الثانية الإنجليزي وشارك معهم في 6 مباريات وكان أول ظهور له أمام فريق Sunderland ساهم مع فريقه بالفوز 2-1..وبعد انتهاء عقده مع الفريق انتقل رامي في صفقة انتقال حر إلى نادي Fredrikstad F.K النرويجي وشارك معهم في 11 مباراة منذ انتقاله صيف 2006 وانتقل اللاعب مؤخرا إلى نادي هاماربي السويدي عام 2008 وهو النادي ذات الشعبية الأولى في ستوكهولم وفي السويد كلها ويدافع رامي عن ألوان النادي الخضراء والأبيض بصفة غير أساسية.
-استدعي رامي إلى منتخب السويد لأول مرة مع القائمة التي ستذهب لمونديال ألمانيا 2006 على الرغم من عدم مشاركته في أي مباراة دولية من قبل.. وشارك في مباراة إعدادية للمونديال أمام منتخب فنلندا (منتخب والدته) كاحتياطي ونزل بديلاً في الشوط الثاني وحافظ على نظافة شباكه لتنتهب المباراة 0-0
-وفى 10 يونيو 2006 شارك رامي أساسيا في كأس العالم في المباراة الافتتاحية التي جمعت السويد بترينداد وتوباجو والتي انتهت بالتعادل السلبي 0-0
-وحتى الآن., شارك رامي في 4 مباريات رسمية مع السويد في التصفيات المؤهلة لنهائيات امم أوروبا 2008 ومنها مباراة إسبانيا والتي انتهت بالتعادل السلبي 0-0
-شارك رامي مع المنتخب السويدي في 11 مباراة دولية حتى الآن نذكر منها مباراته أمام المنتخب المصري في فبراير الماضي والتي انتهت بفوز منتخب مصر 2-0.

## الالقاب
-12/نوفمبر :- كأس النرويج مع Fredrikstad لأول مرة منذ 22 عام 3- 0 على Sandefjord
-13/نوفمبر :-أفضل حارس مرمى سويدي لعام 2006 .

## وصلات خارجية
- رامي شعبان على موقع الاتحاد الدولي (مؤرشف)  (الإنجليزية)
- رامي شعبان على موقع الاتحاد الأوربي (الإنجليزية)
- رامي شعبان على موقع قاعدة بيانات كرة القدم.إي يو (الإنجليزية)
- رامي شعبان على موقع ناشيونال فوتبول تيمز (الإنجليزية)
- رامي شعبان على موقع Soccerbase.com (لاعب) (الإنجليزية)
- رامي شعبان على موقع عالم كرة القدم.نت (الإنجليزية)